# 泰申莫舍尔
泰申莫舍尔是德国莱茵兰-普法尔茨州的一个市镇。总面积3.73平方公里，总人口119人，其中男性58人，女性61人（2011年12月31日），人口密度32人/平方公里。